# Balé
Balé is een van de 45 provincies van Burkina Faso. De hoofdstad is Boromo.

## Geografie
Balé heeft een oppervlakte van 4.595 km² en ligt in de regio Boucle du Mouhoun.
De provincie is onderverdeeld in tien departementen: Bagassi, Bana, Boromo, Fara, Oury, Pâ, Pompoi, Poura, Siby en Yaho.

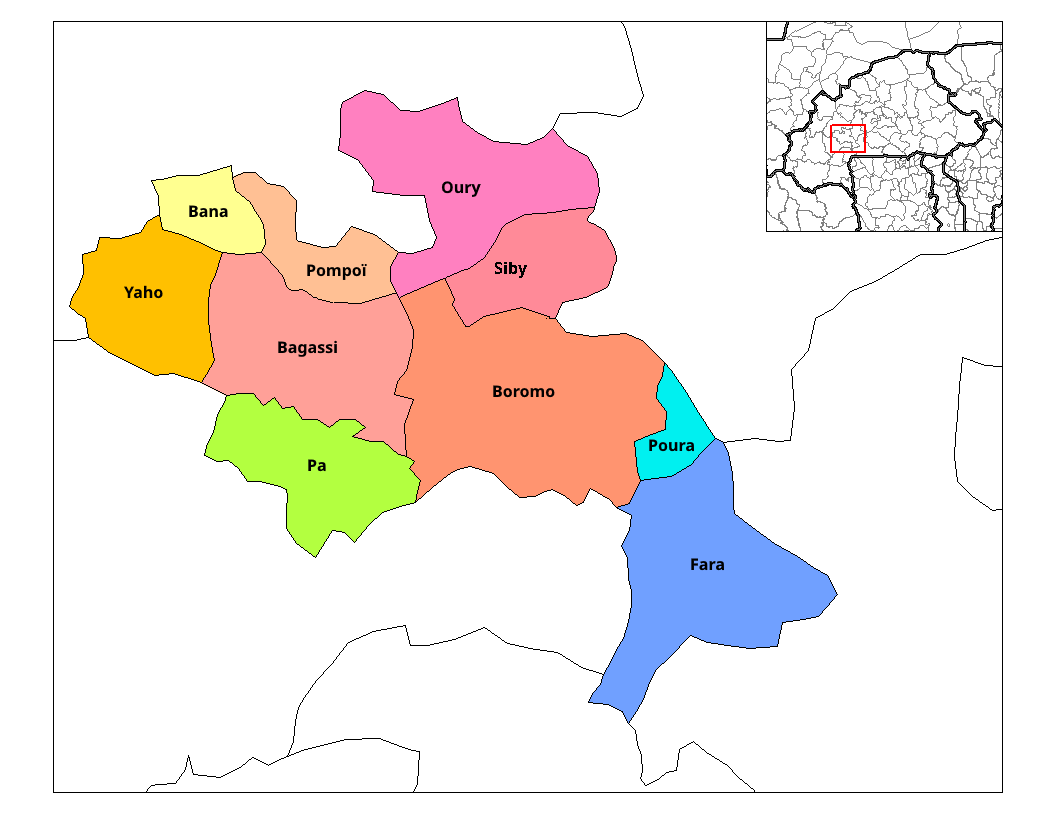
Departementen van Balé

## Bevolking
In 2001 leefden er ongeveer 197.000 mensen in de provincie. In 2019 waren dat naar schatting 297.000 mensen.
Balé · Bam · Banwa · Bazéga · Bougouriba · Boulgou · Boulkiemdé · Comoé · Ganzourgou · Gnagna · Gourma · Houet · Ioba · Kadiogo · Kénédougou · Komondjari · Kompienga · Kossi · Koulpélogo · Kouritenga · Kourwéogo · Léraba · Loroum · Mouhoun · Nahouri · Namentenga · Nayala · Noumbiel · Oubritenga · Oudalan · Passoré · Poni · Sanguié · Sanmatenga · Séno · Sissili · Soum · Sourou · Tapoa · Tuy · Yagha · Yatenga · Ziro · Zondoma · Zoundwéogo